# Bayswater (Nouvelle-Zélande)
Pour les articles homonymes, voir Bayswater.
Bayswater est une banlieue de la cité d’Auckland située dans l’Île du Nord de la Nouvelle-Zélande.

## Situation
Elle est sur une péninsule qui fait saillie juste au niveau du port de Waitemata. Elle est limitée au nord-est par la banlieue de Belmont et de tous les autres côtés par le Waitemata Harbour.

## Population
La population était de 2 508 habitants lors du recensement de 2013 en Nouvelle-Zélande, une augmentation de 201 personnes par rapport à celui de 2006. La banlieue est une partie nord du ward du North Shore (en), une des 13 divisions administratives du Conseil d'Auckland.

## Nom
Bayswater était à l’origine appelée O'Neill's Point, en référence aux premiers colons européens du secteur, les frères Allan et James O'Neill (en). Initialement installés dans la seule localité qui portera leur nom à l'extrémité de la péninsule en 1840, les O'Neill étaient, dix ans plus tard, propriétaires de la totalité de la péninsule.
Quelque temps plus tard, le secteur fut renommé Bayswater d’après une des plus chics banlieues de Londres, qui s'est développée au milieu du XIXe siècle au nord de Hyde Park. Le nom fut choisi pour la banlieue d’Auckland pour évoquer un sens de style aussi bien que sa localisation en bord de mer.

## Éducation
Bayswater School est une école mixte contribuant au primaire (allant de l’année 1 à 6) avec un taux de décile de 9 et un effectif de 172 élèves. L’école a célébré son 50e jubilé en 2003.